# Liste des souverains hittites

La situation géopolitique du Moyen-Orient avant le début du règne de Suppiluliuma Ier.

Cette liste des souverains hittites comporte tous les souverains connus de l'empire hittite. Elle est établie à partir de sources fragmentaires, complétées par la découverte récente, sur le site de Hattusa, d'une cache contenant l'impression de 3 500 sceaux de souverains. Aussi bien la séquence des rois que leur datation sont très controversées par les spécialistes de l'hittitologie. À l'heure actuelle, on utilise le plus souvent les chronologies courte et ultra-courte à côté de la chronologie moyenne. Les datations sont ici en chronologie courte.
Cet article omet les lettres diacritées utilisées par certains hittitologues dans la transcription du hittite. Par exemple, le nom du roi Suppiluliuma Ier est transcrit par plusieurs spécialistes (mais pas tous) : Šuppiluliuma  Ier, voire, plus rarement, Šuppiluliumaš  Ier,.

## Premiers royaumes
| Souverain    | Date                      | Généalogie et événements                             |
| ------------ | ------------------------- | ---------------------------------------------------- |
| Pamba        | v. XXIIe siècle av. J.-C. | Roi du Hatti                                         |
| Pithana      | v. XVIIe siècle av. J.-C. | Roi de Kussar ; conquérant de Kanesh ; père d'Anitta |
| Piyusti      | v. XVIIe siècle av. J.-C. | Roi du Hatti ; vaincu par Anitta                     |
| Anitta       | v. XVIIe siècle av. J.-C. | Roi de Kussar ; conquérant de Hattusa                |
| (Tudhaliya)  |                           | Grand-père de Hattushili ier                         |
| (PU-Sarruma) |                           | Fils de Tudhaliya                                    |

## Haut royaume
| Souverain      | Date                   | Généalogie et événements                                                                                 |
| -------------- | ---------------------- | --- |
| Labarna ier    | v. 1600–1586 av. J.-C. | Fondateur traditionnel                                                                                   |
| Hattushili ier | v. 1586–1556 av. J.-C. | Neveu ou petit-fils de Labarna ; peut-être le premier souverain à réoccuper Hattusa ; guerre contre Alep |
| Mursili ier    | v. 1556–1526 av. J.-C. | Petit fils de Hattusili ier ; sac de Babylone v. 1531 av. J.-C.                                          |
| Hantili ier    | v. 1526–1496 av. J.-C. | Beau-frère de Mursili ier ; assassiné par celui-ci                                                       |
| Zidanta ier    | v. 1496–1486 av. J.-C. | Beau-fils de Hantili ier ; assassiné par son fils                                                        |
| Ammuna         | V. 1486–1466 av. J.-C. | Fils de Zidanta ier, assassin de son père                                                                |
| Huzziya ier    | v. 1466–1461 av. J.-C. | Fils d'Ammuna                                                                                            |
| Télipinu       | v. 1460 av. J.-C.      | Beau-frère de Huzziya ier dont il usurpa le trône                                                        |

## Moyen royaume
| Souverain     | Date                              | Généalogie et événements                                              |
| ------------- | --------------------------------- | --------------------------------------------------------------------- |
| Alluwamna     | v. milieu du XVe siècle av. J.-C. | Beau-fils de Telipinu                                                 |
| Hantili ii    | v. 1500-1450 av. J.-C.            | Fils d'Alluwamna                                                      |
| Tarhurwaili   |                                   | Usurpateur. Régna entre Telipinu and Zidanta ii à une date incertaine |
| Zidanta ii    |                                   | Fils de Hantili ii                                                    |
| Huzziya ii    |                                   | Fils de Zidanta ii                                                    |
| Muwatalli ier | c. 1400 av. J.-C.                 | Usurpateur ; assassiné par Huzziya ii                                 |

## Nouveau royaume ou Empire

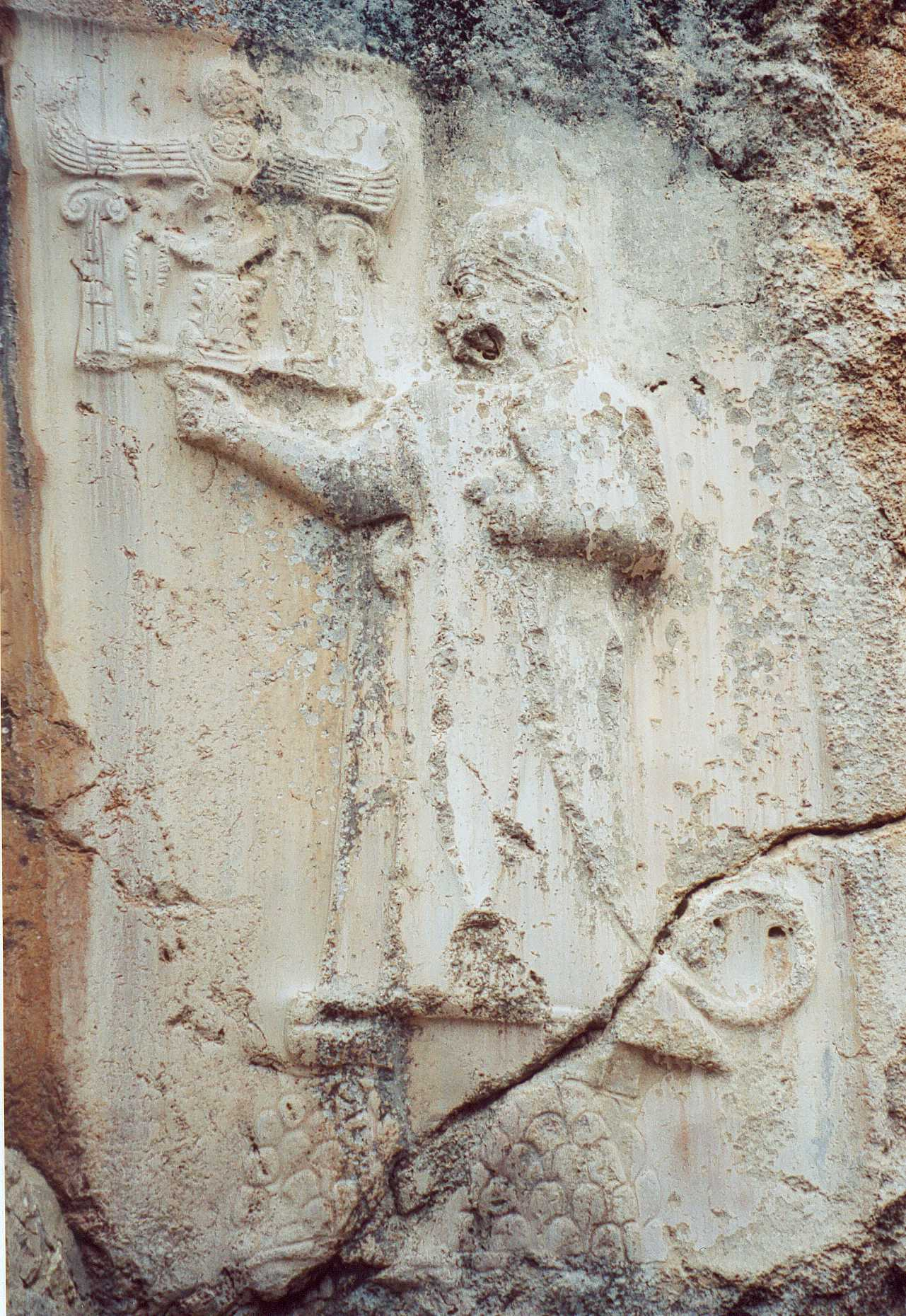
Tudhaliya IV

| Souverain                   | Date                          | Généalogie et événements                                                                                                |
| --------------------------- | ----------------------------- | --- |
| Tudhaliya ier               | début du XVe siècle av. J.-C. | Généalogie incertaine, peut-être un petit-fils de Zidanta ii ; roi après l'assassinat de Muwatalli ier                  |
| Arnuwanda ier               | v. -1420 – v. -1400           | Beau-fils de Tudhaliya ier                                                                                              |
| Hattushili ii (?)           |                               | L'existence, la généalogie et la date de ce règne sont l'objet de controverses                                          |
| Tudhaliya ii                | v. 1360 ? –1344 av. J.-C.     | Fils d'Arnuwanda (ou de Hattusili ii ?)                                                                                 |
| Tudhaliya iii le jeune      |                               | Fils de Tudhaliya ii ; assassiné à la mort de son père ; il pourrait n'avoir pas régné du tout                          |
| Suppiluliuma ier            | v. 1344–1322 av. J.-C.        | Fils de Tudhaliya ii (ou de Hattusili ii ?) ; étendit l'empire ; mentionné dans les Lettres d'Amarna                    |
| Arnuwanda ii                | v. 1322–1321 av. J.-C.        | Fils de Suppiluliuma ier                                                                                                |
| Mursili ii                  | v. 1321–1295 av. J.-C.        | Fils de Suppiluliuma ier                                                                                                |
| Muwatalli ii                | v. 1295–1272 av. J.-C.        | Fils de Mursili ii ; Bataille de Kadesh v. 1274 av. J.-C.                                                               |
| Mursili iii dit Urhi-Teshub | v. 1272–1267 av. J.-C.)       | Fils de Muwatalli ii |
| Hattusili iii               | v. 1267–1237 av. J.-C.        | Fils de Mursili ii ; traité de paix avec l'Égypte v. 1258 av. J.-C.                                                     |
| Tudhaliya iv                | v. 1237–1209 av. J.-C.        | Fils de Hattusili iii ; Bataille de Nihiriya                                                                            |
| Kurunta                     | v. 1228–1227 av. J.-C.        | Fils de Muwatalli ii ; son règne est incertain ; il aurait pu régner très brièvement au milieu du règne de Tudhaliya iv |
| Arnuwanda iii               | v. 1209–1207 av. J.-C.        | Fils de Tudhaliya iv |
| Suppiluliuma ii             | v. 1207–1178 av. J.-C.        | Fils de Tudhaliya iv ; chute de Hattusa v. 1178 av. J.-C.                                                               |